# 세스토피오렌티노
세스토피오렌티노(이탈리아어: Sesto Fiorentino)는 이탈리아 토스카나주 피렌체현에 있는 코무네다.

## 역사
이 지역에 인류 정착의 가장 오래된 시기는 중석기 시대(대략 9,000년 전)이다. 에트루리아의 존재는 기원전 7세기 이후로 알려졌지만, 도시는 Sextus ab urbe lapis(도시의 마일스톤에서 6 마일)이라는 이름으로 로마인들이 건설했다. 최초의 교회들은 산 마르티노 피에베와 함께 초기 중세 시대에 지어졌다. 세스토피오렌티노는 피렌체 대교구의 대상이였다. 후에 피렌체 공화국의 지배하에 들어가면서, 르네상스시대부터 경제 발전이 이뤄졌다.
1735년 카를로 지노리 백작은 유럽 최초의 자기 공단 중 하나인 마니파투라 디 도차를 세웠다. 현재는 리처드-지노리라는 이름으로, 회사는 여전히 세스토에 위치해 있으며, 이탈리아에서 가장 큰 자기 생산지이다. 19세기가 끝나갈 무렵, 리처드-지노리에서 훈련을 받은 장인들이 개인 도자기 작업장을 시작하였고, 그중 일부는 공장으로 성장하였다. 현재까지 세스토피오렌티노에는 백 명이 넘는 제작자들이 존재하며, L'Istituto Statale d'Arte 라고 불리는 도자기 제작법을 가르치는 국립학교도 있다.
세스토피오렌티노는 1860년 국민투표를 통해 이탈리아 왕국에 합병되었다. 도시는 19세기 후반 노동자 분쟁의 중심지 중 한 곳이였고, 1897년 이탈리아 의회의 두 번째 사회주의자인 주세페 페세티가 선출되기도 하였다. 1899년 토스카나 지역 최초의 사회주의자 시장이 있는 도시가 되었다.

## 자매 도시
- 폴란드 비엘리치카[3]
- 사하라 아랍 민주 공화국 엘아윤[4]
- 프랑스 바뇰레